# Joe Bell (Fußballspieler)
Joe Zen Robert Bell (* 27. April 1999 in Bristol, England) ist ein neuseeländisch-englischer Fußballspieler. Er wird in der Regel im defensiven Mittelfeld eingesetzt.

## Karriere

### Verein
Joe Bell wechselte zur Saison 2014/15 von der Jugend von Team Wellington zur Reserve-Mannschaft von Wellington Phoenix. Im Sommer 2017 ging er zum Studium in die USA und spielte in dieser Zeit für die Virginia Cavaliers. Anfang 2020 unterschrieb er in Norwegen einen Vertrag bei Viking Stavanger. Seit Februar 2022 spielt er für Brøndby IF in Dänemark.

### Nationalmannschaft
Seinen ersten Einsatz im Dress der neuseeländischen A-Nationalmannschaft hatte er am 14. November 2014 bei einer 1:3-Freundschaftsspielniederlage gegen die Elfenbeinküste. Anschließend folgten noch weitere Freundschaftsspiele.
Anfang 2022 wurde er auch in der in Katar ausgetragenen OFC-Qualifikation für die Weltmeisterschaft 2022 eingesetzt, dort schaffte er es mit seinem Team bis ins Interkontinental-Playoff, wo man aber Costa Rica mit 0:1 unterlag.